# 头百户镇
头百户镇，是中华人民共和国河北省张家口怀安县下辖的一个乡镇级行政单位。

## 行政区划
头百户镇下辖以下地区：
头百户村、后所堡村、上王庄村、牛家庄村、高家窑村、王家窑村、任家窑村、梁家窑村、武玉寨村、朱家洼村、黄家湾村、南第九屯村、一堵墙村、二卜子村、西韩家屯村、磨泥湾村、耿家屯村、小南堡村、旧怀安村、马排子沟村、李家洼村、刘家口村和谢家窑村。